# 马豫章
马豫章（1905年—1977年1月26日），原名马汉帜。陕西米脂杨家沟人。曾任延安市市长、中华全国手工业合作总社副主任、党组成员。

## 生平
生于当地著名大地主世家、陕北望族，是“马光裕堂”的创始人马嘉乐的六世孙。仅在新中国成立前马氏家族就出了西北大学校长马师儒、延安大学校长马润之，陕甘宁边区米脂中学校长及延安行知中学校长马济川，《光明日报》副总编马沛文，《西安晚报》总编马汉卿，电力及自动化专家马师亮，纺织专家马师尚，革命家马明方等在科技、经济、文化等方面有突出成就者47人，厅局级以上43人，高中级职称55人，大专以上学历138人。后来毛泽东、周恩来、任弼时率领转战陕北8个月的中共中央前委机关与警卫部队共计600余人于1947年11月22日到了地处陕西米脂县城东南23公里的杨家沟，毛泽东在杨家沟停留了四个月零二天，是中共中央转战陕北一年间居住最长的地方。毛泽东在杨家沟的住处是马家第十代传人马醒民亲自设计建造的“上院”。毛泽东把杨家沟称为“中国革命的转折点”。中央机关住进了马豫章家老宅院子。1947年12月25日至28日中共中央扩大会议（即著名的“十二月会议”）在米脂杨家沟马豫章家老宅客房召开。毛泽东在会上作了《目前的形势与我们的任务》的报告，第一句话就是：“中国人民的革命战争，现在已经达到了一个转折点。”“这是一个历史的转折点。这是蒋介石的二十年反革命统治由发展到消灭的转折点。这是一百多年以来帝国主义在中国的统治由发展到消灭的转折点。这是一个伟大的事变。”
1921年入陕北联合县立榆林中学学习。受魏野畴、王懋廷等影响，参加了反对当地军阀井岳秀的斗争。1925年考入北京中国大学。1928年由张幼卿介绍加入中国共产党。
1930年受组织派遣到太原任中国革命互济会山西分会执行委员、组织部部长。入延安马列学院学习。被任命为八路军留守兵团司令部秘书长、绥德行政督察专员公署副专员兼绥德县长。1940年10月16日至28日，参见陕甘宁边区县长联席会议，谢觉哉传达中共中央对边区工作的指示并就选举工作与建立“三三制”的报告。陕甘宁边区政府秘书处主任、1943年任延属行政督察专员公署副专员兼延安市副市长。1944年11月任延安市长等职。被边区政府委任为刘志丹灵柩移回志丹县的“移灵专员”，代表陕甘宁边区政府负总责，在刘志丹胞弟刘景范的配合下妥善完成。
中华人民共和国成立后，任中原临时人民政府副秘书长、中央人民政府政务院财经委员会办公厅主任兼中财委机关党委副书记、铁道部教育局局长。1957年12月任中华全国手工业合作总社副主任、党组成员，分管办公厅、工艺美术局、科技局等。1964年调任陕西省政协第三届委员会常务委员。1977年1月8日，72岁的马豫章坚持参加西安各界在八路军西安办事处旧址举行的纪念周恩来总理逝世一周年大会，在严寒的雪地站了两个多小时，引起心脏病复发，于1月26日逝世。

## 家人
- 长子马相时
- 女儿马书媛（1947年9月12日-）：北京市育才学校、北师大女附中毕业，1965年考入暨南大学外贸系。改开后创立香港金丰裕贸易有限公司、晨光石油化工有限公司、澳洲布里斯班会展中心酒店集团。1998年当选为陕西省第八届政协委员。
- 次子 马达时
- 长孙马黎明